# Francisc Mikó
Francisc Mikó (în maghiară Ferenc Mikó, n. 1585, Hăghig, Q999006⁠(d), România – d. 21 martie 1636, Bața, Petru Rareș, Bistrița-Năsăud, România) a fost un politician, diplomat și memorialist secui. Spre sfârșitul vieții a fost consilier al principelui Gabriel Bethlen la Alba Iulia.
Lui Mikó i se datorează construirea Castelului Mikó din Miercurea Ciuc, în prezent sediul Muzeului Secuiesc al Ciucului.